# Gumery
Pour les articles homonymes, voir Gumery (homonymie).
Gumery est une commune française, située dans le département de l'Aube en région Grand Est.

## Géographie

### Situation
Gumery est dans l'est du département de l'Aube, limitrophe du département de Seine-et-Marne et à seulement 7 km du département de l'Yonne au sud. La Seine coule à 2 km au nord et la centrale nucléaire de Nogent-sur-Seine est à 9 km au nord-est.
Le village est à 2 km au sud de la D951, entre Bray-sur-Seine à 17 km au sud-ouest et Nogent-sur-Seine à 8,7 km au nord-est. Montereau-Fault-Yonne (Seine-et-Marne) est à 40 km au sud-ouest, Provins (Seine-et-Marne) à 18 km au nord-ouest, Romilly-sur-Seine à 27 km au nord-ouest, Troyes à 60 km au sud-est, Sens (Yonne) à 35 km au sud.

### Présentation
Gumery est un village de la Champagne crayeuse. Le cours d'un petit ruisseau, le ru de Fontenay, explique sans doute l'installation des hommes à cet endroit plutôt sec. Les habitations du villages en craie, blocs de grès et briques sont typiques du Nogentais.

### Communes limitrophes
| Villiers-sur-Seine (Seine-et-Marne) | Courceroy | La Motte-Tilly      |
|                                     | Gumery    | Fontenay-de-Bossery |
| Fontaine-Fourches (Seine-et-Marne)  |           | Traînel             |

## Histoire

### Préhistoire
Au sud-ouest de Gumery, le lieu-dit Les Hauts-de-Fourches près du hameau de Cercy, un des nombreux fonds de cabane locaux datant du Bronze moyen et du Fer a livré en 1931 une figurine d'argile séchée accompagnée de tessons de poterie de l'âge du Bronze.
Cette statuette est une esquisse de représentation humaine féminine, de 65 mm de hauteur et 30 mm de diamètre à l'abdomen. Elle a une tête conique, comme celle de la statuette de Grésine trouvée par Perrin ou comme les statuettes ornées de Cucuteni en Roumanie (culture de Cucuteni-Trypillia).

### Moyen-Âge
L'existence du bourg est attestée dès le XIIe siècle.
La Planche
Ancien fief avec son château, aujourd'hui détruit.

### Hydrographie

#### Réseau hydrographique
La commune est dans la région hydrographique « la Seine de sa source au confluent de l'Oise (exclu) » au sein du bassin Seine-Normandie. Elle est drainée par l'Orvin, le canal 01 des Rochères, le canal 02 des Rochères, le ru de Fontenay et divers autres petits cours d'eau,.
L'Orvin, d'une longueur de 38 km, prend sa source dans la commune de Saint-Lupien et se jette  dans la Seine à Villiers-sur-Seine, après avoir traversé douze communes.

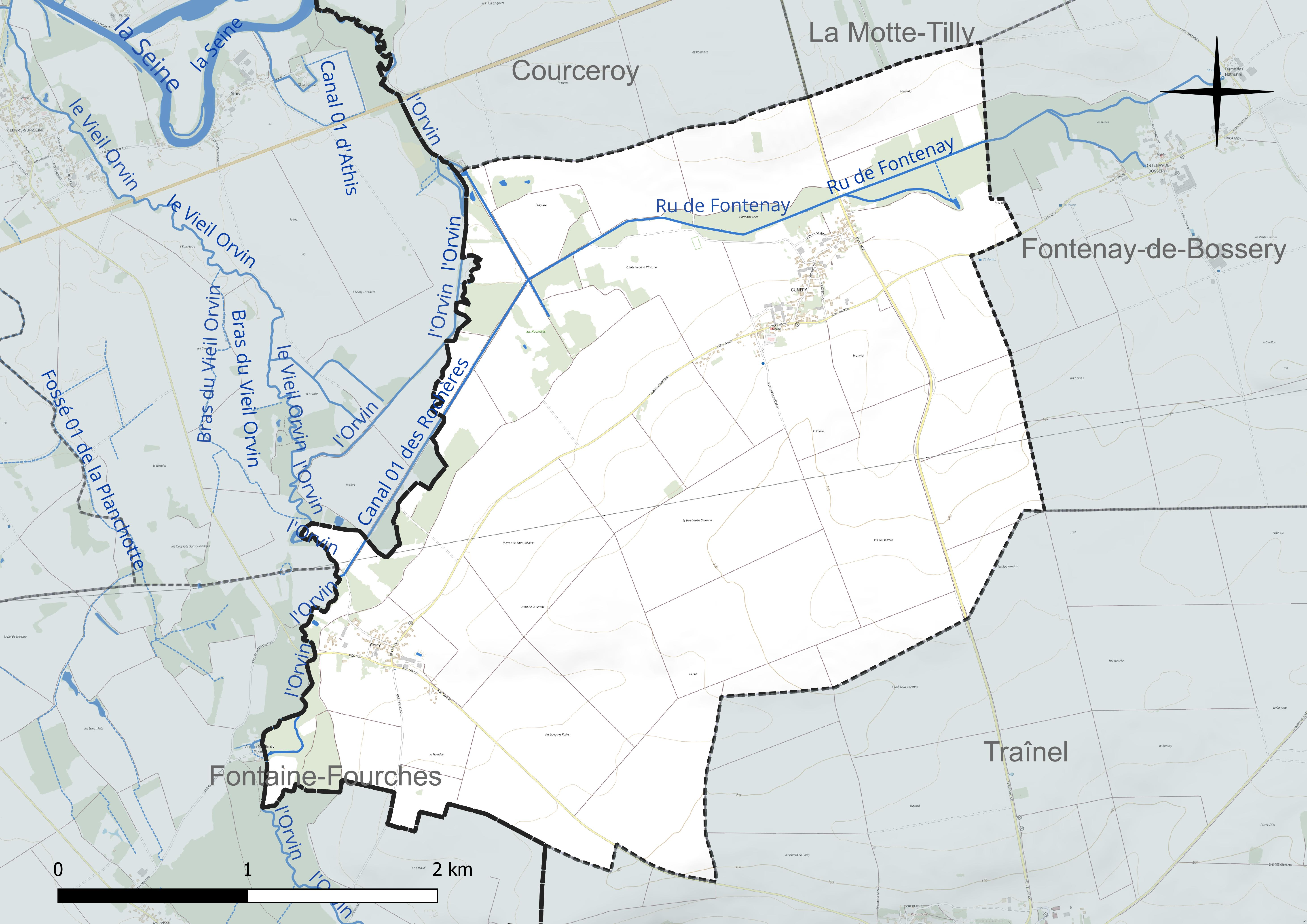
Réseau hydrographique de Gumery.

#### Gestion et qualité des eaux
Le territoire communal est couvert par le schéma d'aménagement et de gestion des eaux (SAGE) « Bassée Voulzie ». Ce document de planification concerne le territoire du bassin versant de l'Armançon qui s’étend sur 1 710 km2 et se répartit sur trois départements (l'Aube, l'Yonne et la Marne). Le périmètre a été arrêté le 2 septembre 2016, le diagnostic a été validé le 29 novembre 2022. La structure porteuse de l'élaboration et de la mise en œuvre est le Syndicat mixte ouvert de l’eau potable, de l’assainissement collectif, de l’assainissement non collectif, des milieux aquatiques et de la démoustication (SDDEA), dont le siège est à Troyes.
La qualité des cours d’eau peut être consultée sur un site dédié géré par les agences de l’eau et l’Agence française pour la biodiversité.

### Climat
Pour des articles plus généraux, voir Climat du Grand Est et Climat de l'Aube.
En 2010, le climat de la commune est de type climat océanique dégradé des plaines du Centre et du Nord, selon une étude du Centre national de la recherche scientifique s'appuyant sur une série de données couvrant la période 1971-2000. En 2020, Météo-France publie une typologie des climats de la France métropolitaine dans laquelle la commune est exposée à un climat océanique altéré et est dans la région climatique Nord-est du bassin Parisien, caractérisée par un ensoleillement médiocre, une pluviométrie moyenne régulièrement répartie au cours de l’année et un hiver froid (3 °C).
Pour la période 1971-2000, la température annuelle moyenne est de 10,8 °C, avec une amplitude thermique annuelle de 15,4 °C. Le cumul annuel moyen de précipitations est de 685 mm, avec 11,1 jours de précipitations en janvier et 7,5 jours en juillet. Pour la période 1991-2020, la température moyenne annuelle observée sur la station météorologique de Météo-France la plus proche, « Bouy-sur-Orvin », sur la commune de Bouy-sur-Orvin à 6 km à vol d'oiseau, est de 11,4 °C et le cumul annuel moyen de précipitations est de 635,9 mm. 
La température maximale relevée sur cette station est de 42,4 °C, atteinte le 25 juillet 2019 ; la température minimale est de −20,5 °C, atteinte le 17 janvier 1985,,.
Les paramètres climatiques de la commune ont été estimés pour le milieu du siècle (2041-2070) selon différents scénarios d'émission de gaz à effet de serre à partir des nouvelles projections climatiques de référence DRIAS-2020. Ils sont consultables sur un site dédié publié par Météo-France en novembre 2022.

## Urbanisme

### Typologie
Au 1er janvier 2024, Gumery est catégorisée commune rurale à habitat dispersé, selon la nouvelle grille communale de densité à 7 niveaux définie par l'Insee en 2022.
Elle est située hors unité urbaine. Par ailleurs la commune fait partie de l'aire d'attraction de Nogent-sur-Seine, dont elle est une commune de la couronne,. Cette aire, qui regroupe 19 communes, est catégorisée dans les aires de moins de 50 000 habitants,.

### Occupation des sols
L'occupation des sols de la commune, telle qu'elle ressort de la base de données européenne d’occupation biophysique des sols Corine Land Cover (CLC), est marquée par l'importance des territoires agricoles (89 % en 2018), une proportion identique à celle de 1990 (89 %). La répartition détaillée en 2018 est la suivante : 
terres arables (83,8 %), forêts (8,3 %), zones agricoles hétérogènes (5,2 %), zones urbanisées (2,7 %). L'évolution de l’occupation des sols de la commune et de ses infrastructures peut être observée sur les différentes représentations cartographiques du territoire : la carte de Cassini (XVIIIe siècle), la carte d'état-major (1820-1866) et les cartes ou photos aériennes de l'IGN pour la période actuelle (1950 à aujourd'hui).

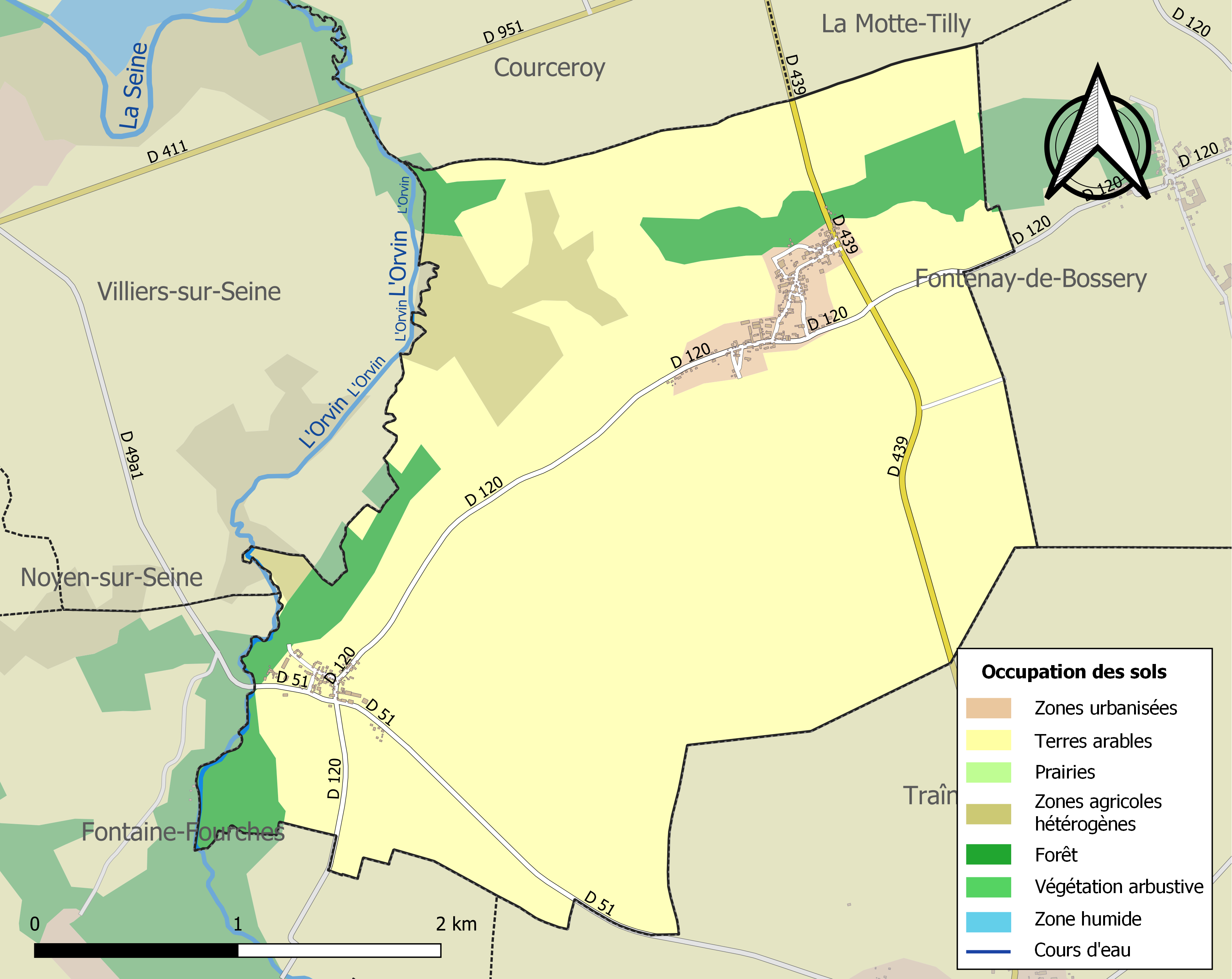
Carte des infrastructures et de l'occupation des sols de la commune en 2018 (CLC).

## Politique et administration
| Période                                  | Période  | Identité            | Étiquette | Qualité   |
| ---------------------------------------- | -------- | ------------------- | --------- | --------- |
| mars 2001                                | 2014     | Mme Paulette Labat  |           | retraitée |
| mars 2014                                | En cours | M. Philippe Bergner | DVG       | Retraité  |
| Les données manquantes sont à compléter. |          |                     |           |           |

## Démographie
L'évolution du nombre d'habitants est connue à travers les recensements de la population effectués dans la commune depuis 1793. Pour les communes de moins de 10 000 habitants, une enquête de recensement portant sur toute la population est réalisée tous les cinq ans, les populations de référence des années intermédiaires étant quant à elles estimées par interpolation ou extrapolation. Pour la commune, le premier recensement exhaustif entrant dans le cadre du nouveau dispositif a été réalisé en 2008.

En 2022, la commune comptait 220 habitants, en évolution de −9,84 % par rapport à 2016 (Aube : +0,7 %, France hors Mayotte : +2,11 %).
| 1793 | 1800 | 1806 | 1821 | 1831 | 1836 | 1841 | 1846 | 1851 |
| ---- | ---- | ---- | ---- | ---- | ---- | ---- | ---- | ---- |
| 330  | 316  | 295  | 340  | 345  | 360  | 356  | 365  | 356  |

| 1856 | 1861 | 1866 | 1872 | 1876 | 1881 | 1886 | 1891 | 1896 |
| ---- | ---- | ---- | ---- | ---- | ---- | ---- | ---- | ---- |
| 331  | 326  | 335  | 345  | 329  | 305  | 313  | 300  | 304  |

| 1901 | 1906 | 1911 | 1921 | 1926 | 1931 | 1936 | 1946 | 1954 |
| ---- | ---- | ---- | ---- | ---- | ---- | ---- | ---- | ---- |
| 302  | 315  | 307  | 254  | 249  | 277  | 259  | 244  | 274  |

| 1962 | 1968 | 1975 | 1982 | 1990 | 1999 | 2006 | 2008 | 2013 |
| ---- | ---- | ---- | ---- | ---- | ---- | ---- | ---- | ---- |
| 242  | 227  | 217  | 202  | 210  | 216  | 224  | 226  | 249  |

| 2018 | 2022 | - | - | - | - | - | - | - |
| ---- | ---- | - | - | - | - | - | - | - |
| 222  | 220  | - | - | - | - | - | - | - |

## Culture locale et patrimoine

### Lieux et monuments
- Voie romaine.
- Église en grès de la fin du XIIe siècle dédiée à saint Sévère[26]. Elle abrite des tapisseries des XVIIe et XVIIIe siècles[27].
- Hameau de Cercy : chapelle Notre-Dame.

### Héraldique
| Blason de Gumery | Blason  | Parti : au 1er de gueules à la crosse d’argent, à la lettre capitale G de sable brochant en cœur, au 2e d’azur à la double burelle potencée et contre-potencée d’or. |
| Blason de Gumery | Détails | Le statut officiel du blason reste à déterminer. |